# Šomoška (hrad)
Hrad Šomoška (zastarale Drienov) je zřícenina hradu v katastru obce Bukovinka v okrese Lučenec, v bezprostřední blízkosti slovensko-maďarské státní hranice nad maďarskou obcí Šomoška (Šomoška). Hradní kopec se nachází v národní přírodní rezervaci Šomoška.

## Název
Hrad Šomoška měl v průběhu historie více názvů. V roce 1323 castrum Somoskw, Somoskew znamenalo Drieňová Kámen, byl známý také jako Drienovi.

## Dějiny
Hrad založili koncem 13. nebo začátkem 14. století Kačičové. Byl stavěn z čedičových kvádrů, které byly těženy přímo v hradním kopci. Při stavbě byl odkryt i známý kamenný vodopád. V roce 1310 se stal majetkem Matúše Čáka. Po rozpadu jeho držav daroval Karel I. Robert hrad Šomošku Tomáši Szechenyimu (Szécsényi). V roce 1461 ho král daroval Országhům a Lošonczyům. Od roku 1554, po ztrátě Fiľakova, patřil k první linii protitureckých hradů. V roce 1573 hrad obsadila osmanská vojska pod vedením fiľakovského bega Aliho. Turci hrad drželi až do roku 1596, kdy před jednotkami Valentýna Prepoštváryho ustoupili. Po smrti majitelky hradu Anny Lošonczyové se stal majetkem Zikmunda Forgáče. V roce 1618 byl na příkaz zemského sněmu hrad opevněn, renovace proběhla v letech 1547–1655. Po porážce povstání Františka II. Rákocziho, jehož vojska hrad v roce 1703 dobyla, byl císařským vojskem zbourán. Od té doby se nacházel v ruinách.

## Podoba hradu
Podoba původního hradu není zřejmá. Podle předpokladů ho původně tvořila malá bezvěžová dispozice, přibližně trojúhelníkového půdorysu. Později ve středověku se rozrostl o gotický palác na východě a také o vstupní věž. Zásadní přestavba proběhla v 16. století, kdy byl rozšířen o dvě dělové bašty, barbakan a dvě budovy na severní a jižní straně. Interiéry byly vybaveny tesanými tvarovanými články. Nejmladším doplňkem byl zřejmě vysunutý polygonální bastion.

## Fotogalerie

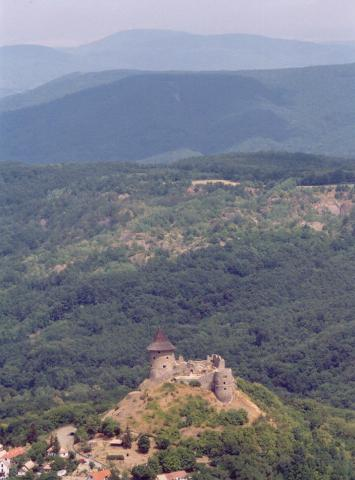
letecký snímek
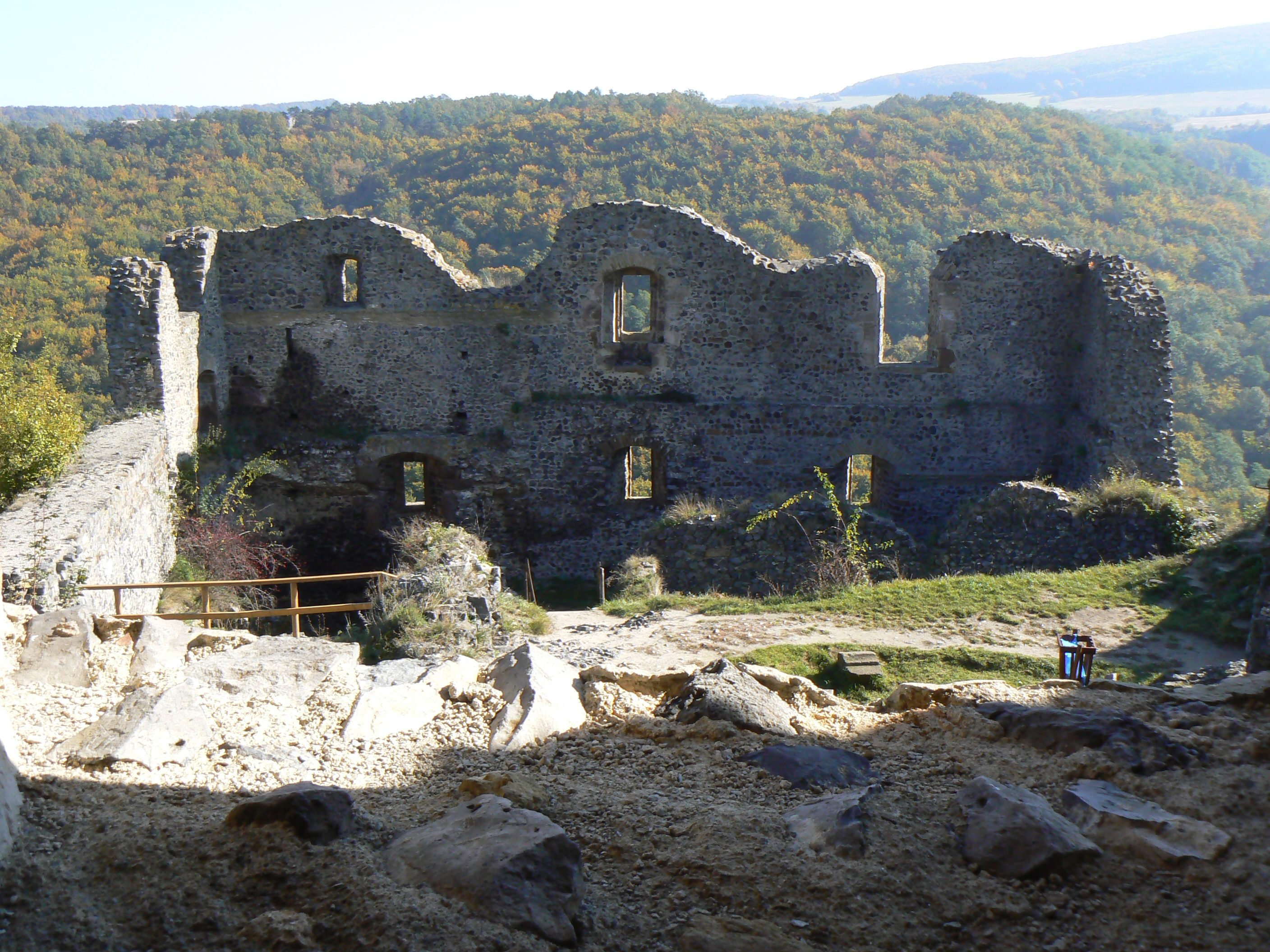
zachovalé zbytky hradeb
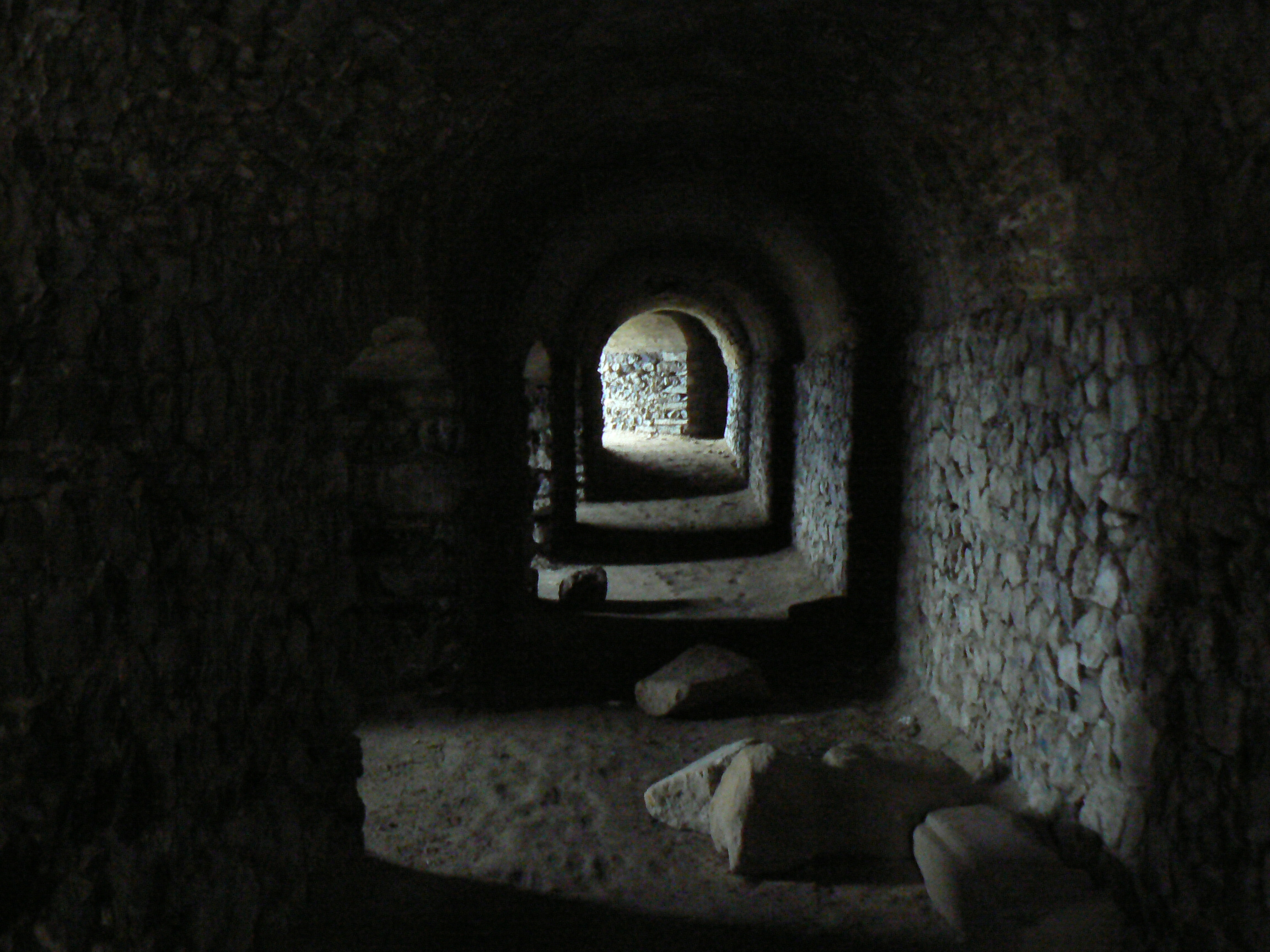
jižní obranná chodba hradu
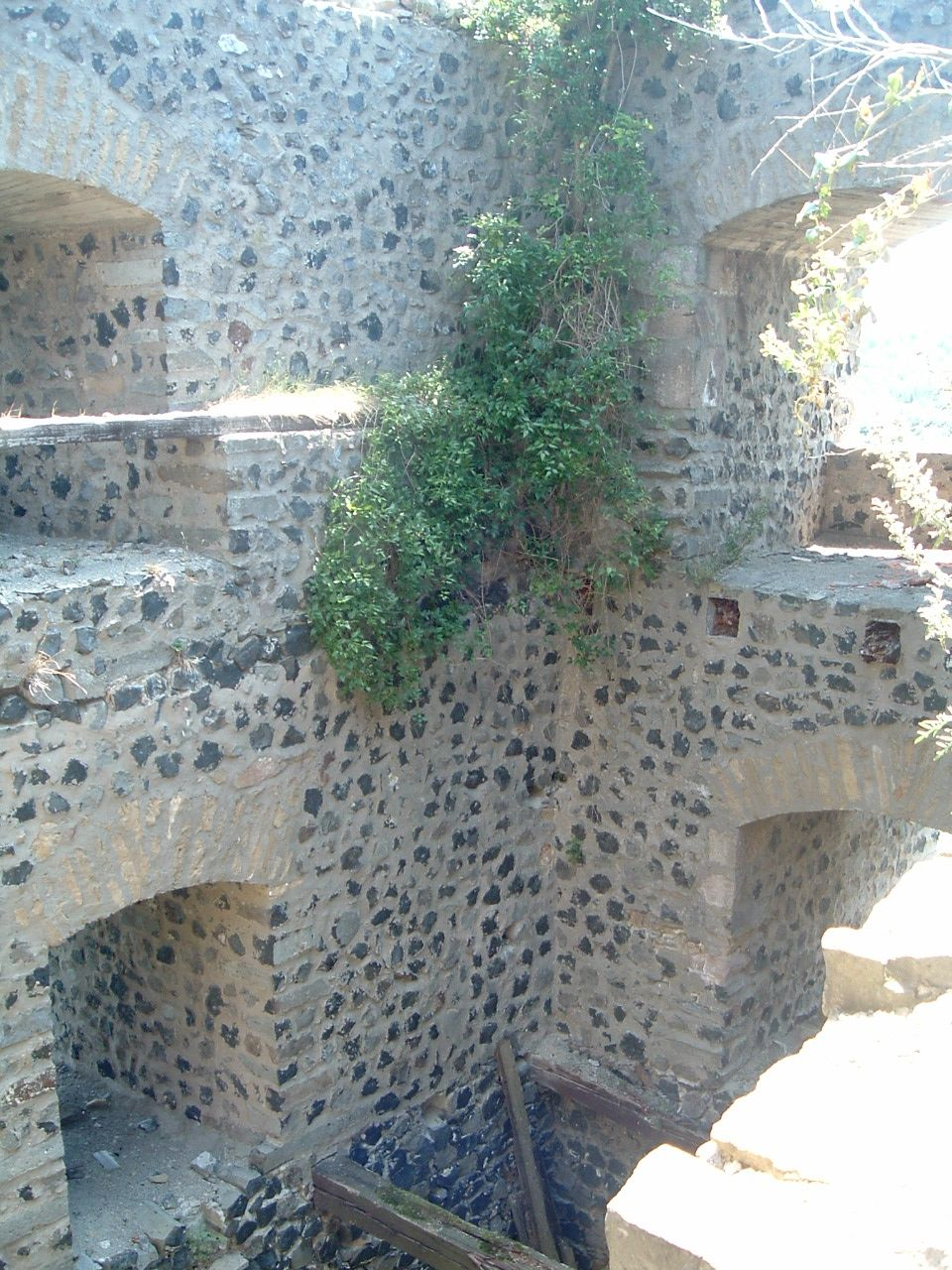
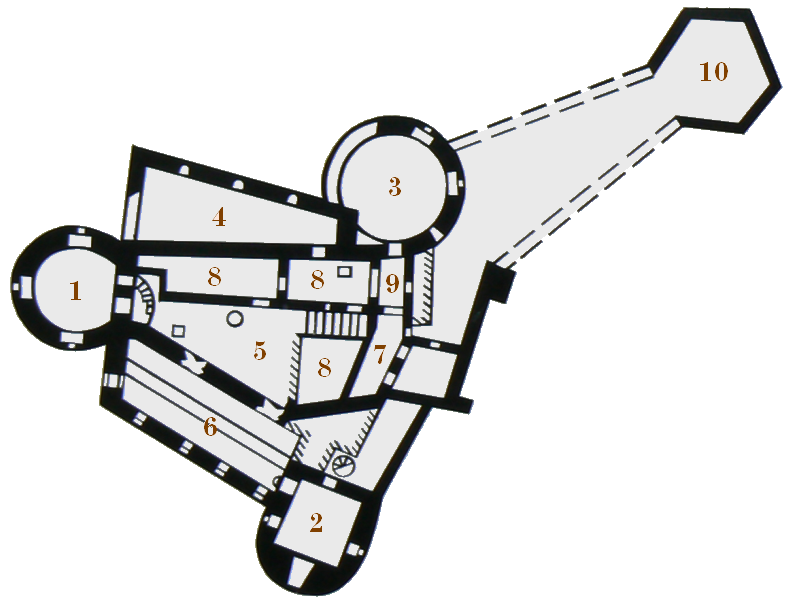
půdorys hradu
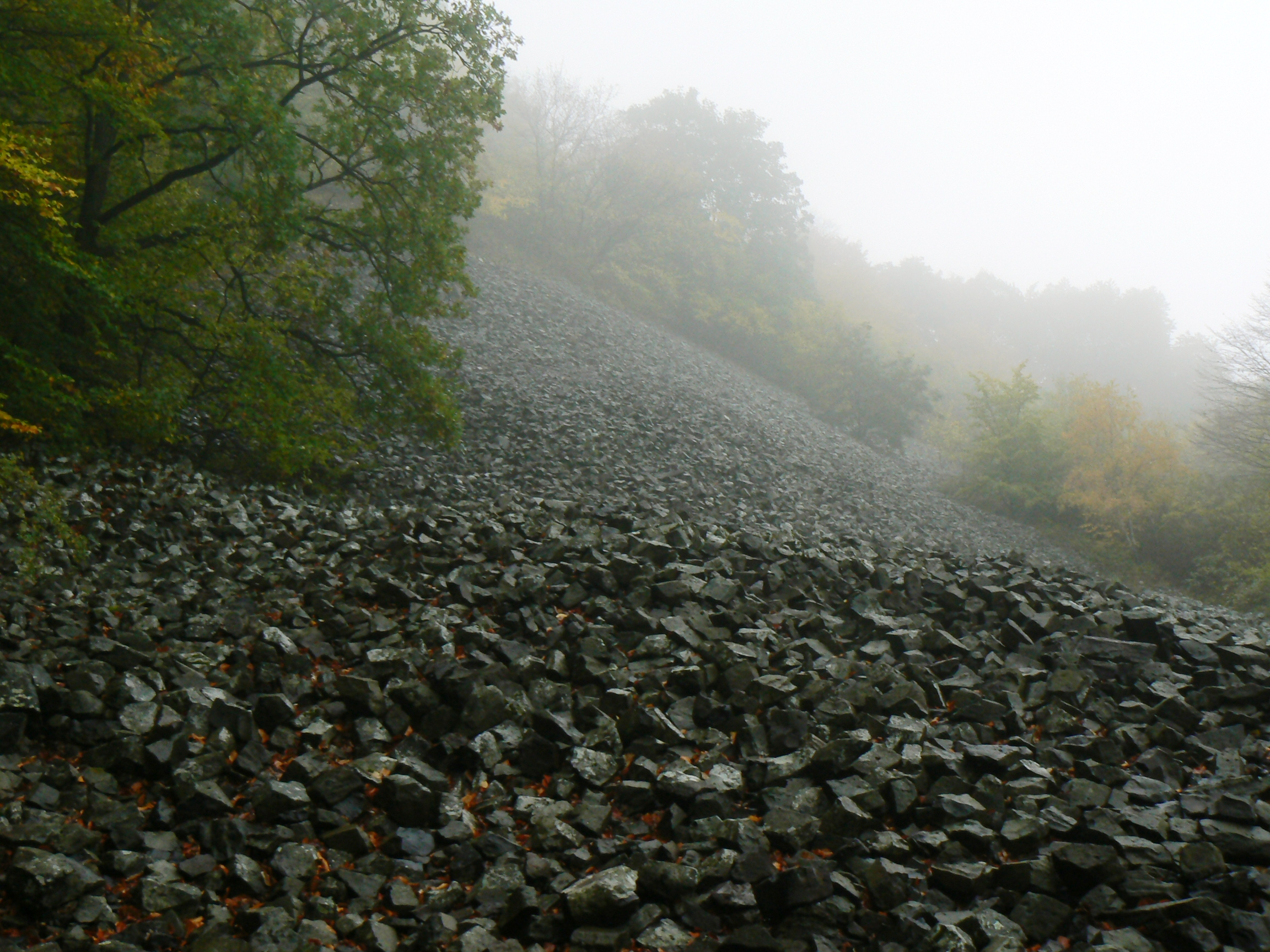
čedičové kamenné moře (pod hradem)
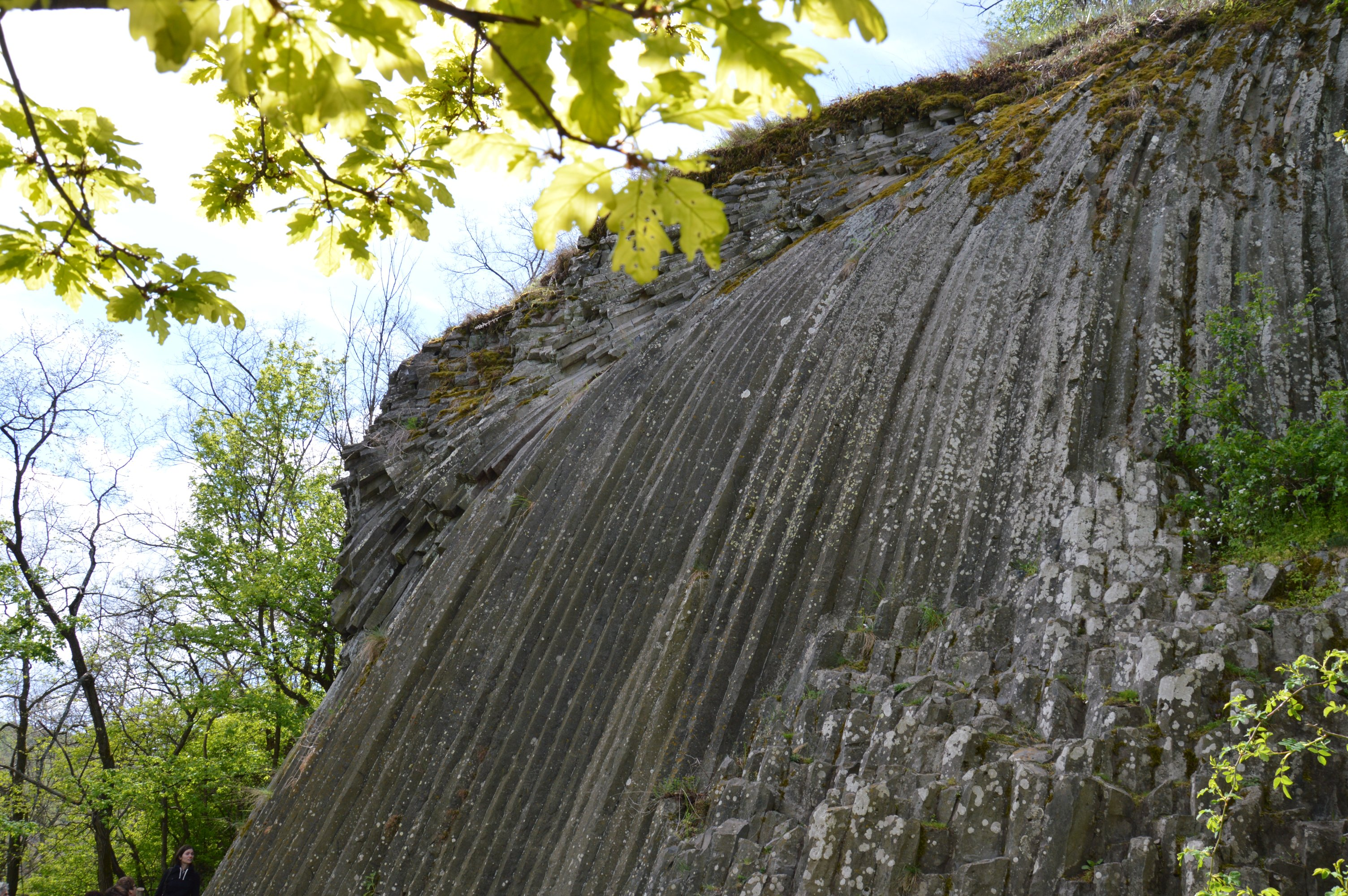
čedičový kamenný vodopád (pod hradem)
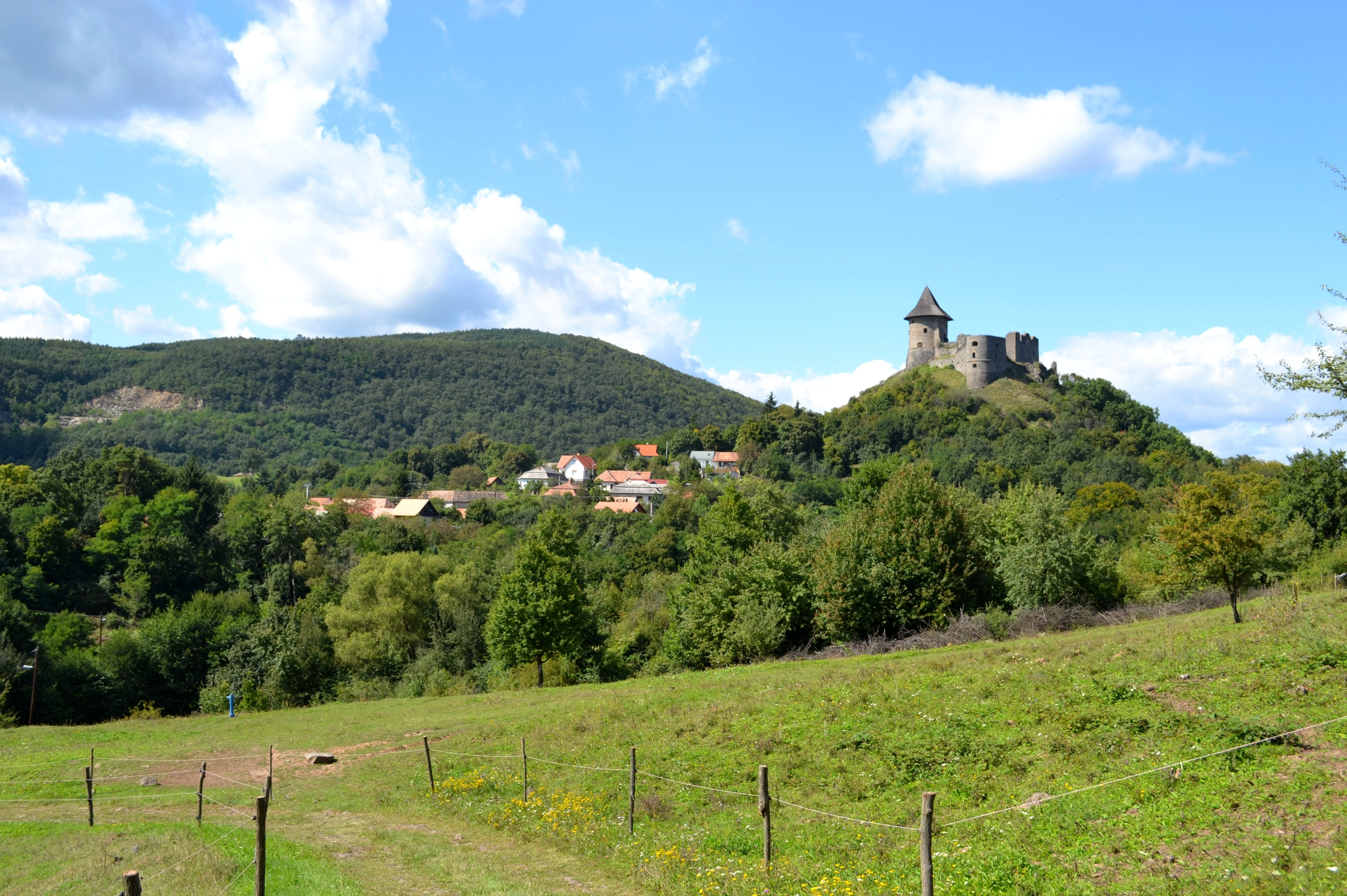
pohled na hrad z Maďarska